# Hilarolea incensa
Hilarolea incensa là một loài bọ cánh cứng trong họ Cerambycidae.